# Identi.ca
identi.caとは、140文字までのつぶやきを投稿できるオープンソースのソーシャル・ネットワーキング・サービス及びマイクロブログサービスである。
Twitterに似ているが、投票機能やグループなど、Twitterには実装されていないものも多い。